# 小栗貞雄
小栗 貞雄（おぐり さだお、1861年12月29日〈文久元年11月28日〉 - 1935年〈昭和10年〉3月16日）は、明治期の製薬実業家、政治家。

## 経歴
1861年（文久元年）、豊後国（大分県）海部郡生まれ。佐伯藩士矢野光儀の子で、矢野龍渓の弟。1870年（明治3年）、父にしたがい上京し慶應義塾に学び、東洋議政会に参加し、大学予備門を中退。立憲改進党の弁士として活躍した。その後、三田英学校講師となり、1886年（明治19年）報知新聞の経営再建のために報知新聞社に入社し、ジャーナリストとして健筆を振るう。
1886年（明治19年）12月、大隈重信や矢野龍渓の強い勧めにより、幕臣小栗忠順の娘国子と結婚し、婿養子として小栗の姓を継ぐ。その後は実業家に転身し、東京石油株式会社取締役を経て、アルボース消毒薬を発明し、製造メーカーである扇橋製薬株式会社を創業設立し社長に就任。しかし樟脳の専売法の施行にともない、医療事業を台湾総督府に売却した。この間の1898年（明治31年）には、第6回衆議院議員総選挙に大分県第二区から憲政本党公認で出馬し当選、衆議院議員となり1期を務める。1900年（明治33年）、商用にて清国に渡航、上海を経て、天津滞在中に北清事変に遭遇し籠城を余儀なくされるが籠城期間中に功績があり、帰国後、明治天皇から一時金を賜う。
政界引退後は、実業界で活躍する一方、報知新聞などにて、社会福祉の充実を訴え産児制限論を発表したり、加藤時次郎、鈴木梅四郎らとともに、社団法人実費診療所を設立するなど、日本における福祉推進、医療の社会化に貢献した。

## 人物
- 商才に長けており、特許を取得して商品化することにより莫大な財産を築きあげた。兄の選挙活動や政治資金、報知新聞社の運転資金もほとんど彼が賄っていたとされる。
- 神奈川県国府津に別荘を所有した。

## 著作
- 小栗貞雄 訳『色是空』佐藤成文堂、1889年2月。 NCID BA66388892。全国書誌番号:41016369 NDLJP:896909。
- 小栗貞雄、賀来寛一郎『社会改良実論』人民新聞出版部、1903年10月。 NCID BN1549174X。